# Antonio Maggio

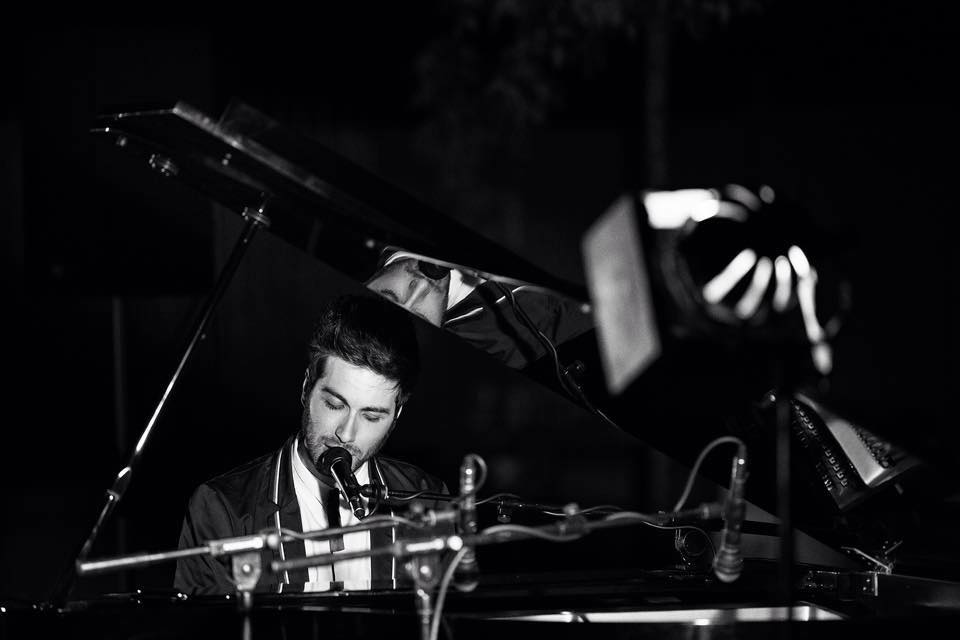
Antonio Maggio (2015)

Antonio Maggio (* 8. August 1986 in San Pietro Vernotico) ist ein italienischer Popsänger, der 2007 als Teil des Aram Quartet die Castingshow X Factor sowie 2013 solo das Sanremo-Festival in der Newcomer-Kategorie gewann.

## Werdegang
Maggio wuchs in Squinzano auf und interessierte sich schon früh für Musik. Er nahm an mehreren lokalen Gesangswettbewerben teil und erreichte 2003 im Newcomer-Wettbewerb Festival di Castrocaro Terme – Voci e volti nuovi das Finale. Im Dezember 2007 schloss er sich mit Antonio Ancora, Michele Cortese und Raffaele Simone zum Aram Quartet zusammen. Die Gruppe gewann 2008 die erste italienische Ausgabe der Castingshow X Factor und debütierte mit der EP chiARAMente. Doch nach nur kurzer Aktivität löste sich das Aram Quartet 2010 wieder auf.
Mit der Single Inconsolabile begann Maggio 2011 seine Solokarriere. Schon für das Sanremo-Festival 2012 versuchte er, mit Nonostante tutto zugelassen zu werden, doch erst 2013 gelang ihm mit dem Lied Mi servirebbe sapere in der Newcomer-Kategorie des Sanremo-Festivals der Sieg. Es folgte sein Debütalbum Nonostante tutto. Die Single Anche il tempo può aspettare präsentierte Maggio mit Erfolg beim Music Summer Festival – Tezenis Live. Für die Sendung Il processo del lunedì auf Rai Sport 1 steuerte er ferner den Titelsong Santo Lunedì bei. Im April 2014 erschien die Single L’equazione, die dem gleichnamigen Album voranging. Für die nächste Single arbeitete Maggio mit dem Rapper Clementino zusammen, daneben war er an Morenos Single L’interruttore generale (Canzone d’autore) beteiligt.
2016 erschien die Single Amore pop, 2019 folgte Il maleducato.

## Diskografie
Alben

| Jahr | Titel            | Höchstplatzierung, Gesamtwochen, AuszeichnungChartsChartplatzierungen (Jahr, Titel, Platzierungen, Wochen, Auszeichnungen, Anmerkungen) | Anmerkungen |
| Jahr | Titel            | IT | Anmerkungen |
| ---- | ---------------- | --- | ----------- |
| 2013 | Nonostante tutto | IT24 (8 Wo.)IT | Universal   |
| 2014 | L’equazione      | IT29 (2 Wo.)IT | Universal   |

Singles

| Jahr | Titel Album                           | Höchstplatzierung, Gesamtwochen, AuszeichnungChartsChartplatzierungen (Jahr, Titel, Album, Platzierungen, Wochen, Auszeichnungen, Anmerkungen) | Anmerkungen                                                          |
| Jahr | Titel Album                           | IT | Anmerkungen                                                          |
| ---- | ------------------------------------- | --- | -------------------------------------------------------------------- |
| 2013 | Mi servirebbe sapere Nonostante tutto | IT10 Gold · (14 Wo.)IT | Siegerbeitrag Newcomer-Kategorie Sanremo-Festival Verkäufe: + 15.000 |

- Inconsolabile (2011)
- Nonostante tutto (2013)
- Anche il tempo può aspettare (2013)
- Santo Lunedì (2013)
- L’equazione (2014)
- Stanco (feat. Clementino; 2014)
- L’interruttore generale (Canzone d’autore) (Moreno feat. Antonio Maggio; 2014)
- Amore pop (2016)
- Il maleducato (2019)

## Belege
1. ↑  Sanremo, Antonio Maggio si aggiudica il Premio A.F.I. In: IlVelino.it. AGV News, 15. Februar 2013, abgerufen am 12. September 2016 (italienisch).
2. ↑  Graziano Cozzi: Antonio Maggio: il nuovo brano “Santo Lunedì” sigla de Il Processo Del Lunedì sulla Rai. In: Webl0g.net. Musica e Tv 2.0, 16. September 2013, archiviert vom Original (nicht mehr online verfügbar) am 13. September 2016; abgerufen am 12. September 2016 (italienisch).
3. ↑  Antonio Maggio, “L’Equazione” è il nuovo singolo: a maggio l’album. In: VelvetMusic.it. 3. April 2014, archiviert vom Original (nicht mehr online verfügbar) am 23. April 2018; abgerufen am 12. September 2016 (italienisch).  Info: Der Archivlink wurde automatisch eingesetzt und noch nicht geprüft. Bitte prüfe Original- und Archivlink gemäß Anleitung und entferne dann diesen Hinweis.
4. ↑  Alben von Antonio Maggio. In: Italiancharts.com. Hung Medien, abgerufen am 18. Juli 2016.
5. ↑  Archivio classifiche Top Singoli. FIMI, abgerufen am 18. Juli 2016 (italienisch).
6. ↑  Auszeichnungen. FIMI, abgerufen am 12. September 2016.

| Personendaten    | Personendaten           |
| ---------------- | ----------------------- |
| NAME             | Maggio, Antonio         |
| KURZBESCHREIBUNG | italienischer Popsänger |
| GEBURTSDATUM     | 8. August 1986          |
| GEBURTSORT       | San Pietro Vernotico    |